# Youn-a (modelo)
Kim Yeonga, conocida artísticamente como Youn-a (ヨンア, 29 de octubre de 1985) es una modelo coreana-japonesa que está afiliada a Oscar Promotion.

## Carrera
Fue una modelo exclusiva en la revista para mujeres Oggi y ha participado en muchos anuncios de televisión.

## Filmografía

### Series
| Año  | Título                  | Red | Otras notas |
| ---- | ----------------------- | --- | ----------- |
| 2007 | Dondo Hare              | NHK |             |
| 2004 | The Women Want to Marry | MBC |             |
| 2003 | Long Live Love          | SBS |             |